# Robb Royer
Robert Wilson „Robb“ Royer (* 6. prosince 1942 Los Angeles, Kalifornie, USA) je americký zpěvák, baskytarista, kytarista, klávesista a skladatel, který působil v letech 1968-1971 ve skupině Bread. Již od dětství se věnoval hudbě, zpočátku převážně klasické. Na střední škole hrál v kapele na klarinet. Ještě před vznikem skupiny Bread spolupracoval s jejím dalším budoucím členem, Jimmym Griffinem. Po odchodu ze skupiny spolupracoval s Larrym Knechtelem a dalšími.